# Hostal del Vent (Lladurs)
Hostal del Vent és una masia (antic hostal) dels Torrents, a l'extrem nord-est del municipi de Lladurs, a la comarca catalana del Solsonès.
Està edificada sobre un collet, a 1.280 m., on acaba la carena que baixa del Prat d'Estaques, al sud-oest, i comença la de la Ventolada, que agafa direcció est. A les fondalades de la banda sud s'inicia la frondosa rasa de Torrenteller, i al nord-est s'estén el profund i espectacular esvoranc del Clot de Vilamala (pujant al turonet que hi ha al nord-est de la masia se'n pot gaudir d'una impactant visió). Cap a ponent unes pendents més suaus baixen vers la masia d'Encies i la Riera de Canalda.
A pocs metres de la masia hi passa la carretera de Solsona a Coll de Jou. De davant seu surt la pista forestal que, amb uns 3,5 km, porta a l'enrunada masia de Capdevila, resseguint les capçaleres de les rases de Torrenteller i de Capdevila.

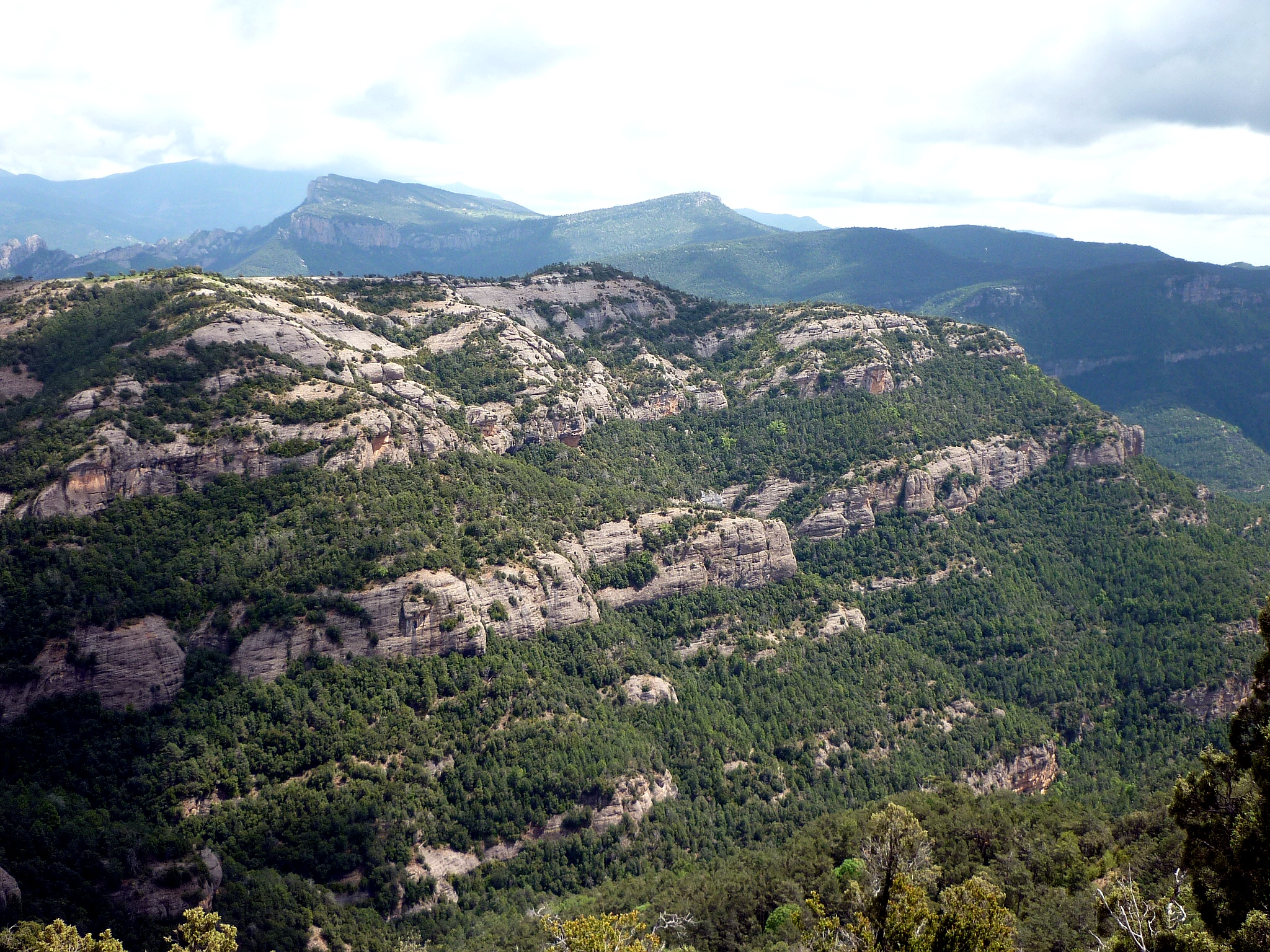
Serrat de Capdevila des de la Serra Alta (Imatge amb anotacions)

Cap al sud, per la rasa de Torrenteller, es despenja un interessant sender, bastant emboscat i no gaire senyalitzat, però poc perdedor. A la cota 1.100 m. aproximadament es bifurca: per la dreta porta a la masia de  Torrenteller i per l'esquerra, després de travessar la rasa, es pot resseguir la Rua de Corrua, que passa per sota del Morro de Truja, les obrades balmes de la Corrúa i la Quesis, la Trona, el Tossal de l'Àliga, la balma de la Cabrota i arriba a la Rasa de Capdevila, des d'on es pot pujar a la masia de Capdevila o baixar a la del Cavall.